# Francis Buchanan White
Francis Buchanan White (20 de marzo de 1842 - 3 de diciembre de 1894) fue un micólogo, entomólogo y botánico escocés.

## Vida y obra
Estudió medicina en la Universidad de Edimburgo. Después de hacer un Grand Tour en 1866, se estableció en Perth donde permanecería durante toda su vida. Su principal área de interés fueron Lepidoptera y la taxonomía de Hemiptera. Fue autor de numerosos artículos científicos, publicado en el Scottish Naturalist", "Journal of Botany y The Proceedings and Transactions of the Perthshire Society of Natural Science. White fue miembro de la Real Sociedad Entomológica y de la Sociedad Linneana.

En 1883, describió las especies conocidas del género Halobates (Hemiptera) e ilustró 11 especies en color, con numerosos dibujos en blanco y negro de detalles estructurales. Esto formó una de las partes de la Challenger Informe. 

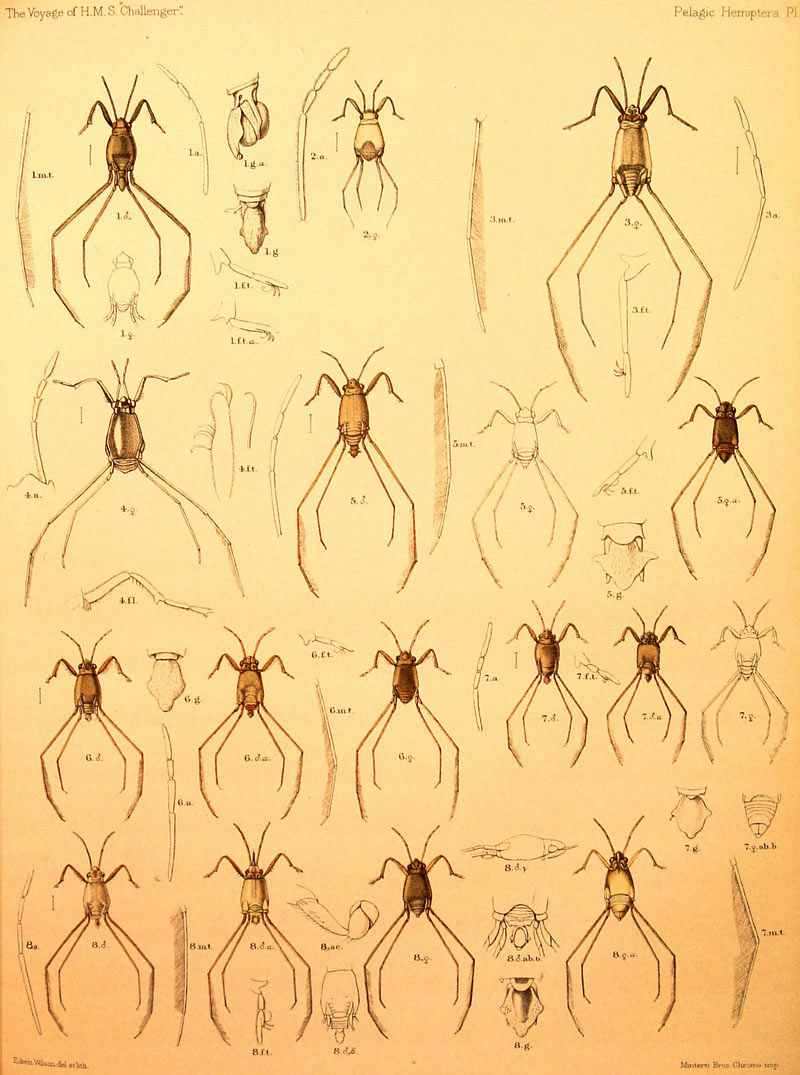
Plancha Halobates del Informe Challenger, 1883

## Algunas publicaciones
- Fauna Perthensis, Lepidoptera, 31 p. 1871
- Report on Pelagic Hemiptera collected by H.M.S. Challenger 1883
- A Revision of the British Willows (1890). Reimpreso por Kessinger Publishing, ISBN 1120128307, ISBN 9781120128300	134 p. 2009
- The Flora of Perthshire, 407 p. 1898

- La abreviatura «F.B.White» se emplea para indicar a Francis Buchanan White como autoridad en la descripción y clasificación científica de los vegetales.[2]